# Cornelia van Nijenroode

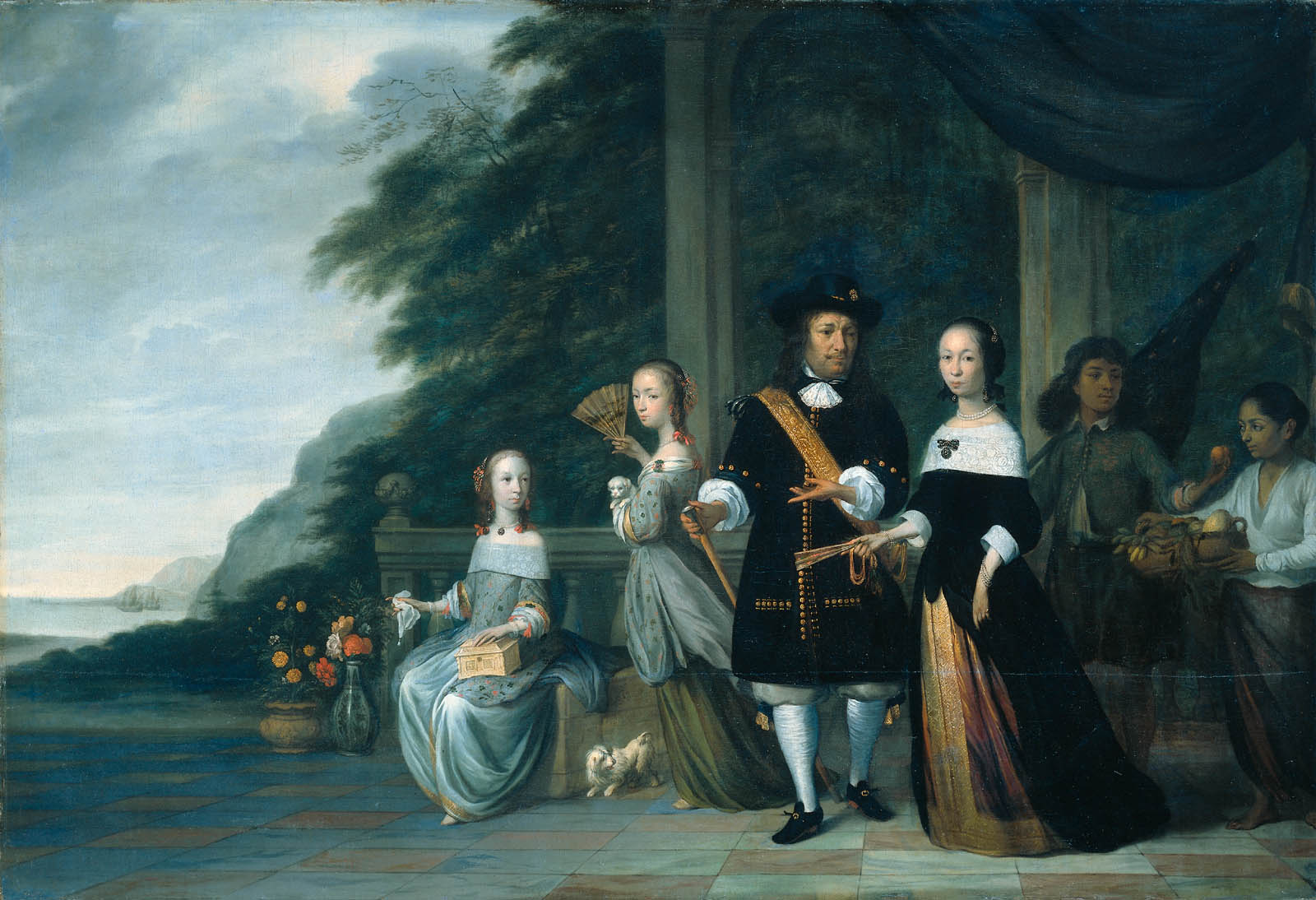
Cornelia van Nijenroode och Pieter Cnoll, 1665, av Jacob Jansz. Coeman.

Cornelia van Nijenroode född 1629 i Hirado, Japan, död 1692 i Nederländerna, var centralfigur i ett uppmärksammat rättsfall. Hon är föremål för en roman, Bitters bruid. 
Dotter till Cornelis van Nijenroode (d. 1633), chef för handelsstationen på Hirado, och Surishia, hans japanska konkubin. Gift 1652 i Batavia med Pieter Cnoll (d. 1672), handelschef i Batavia, och 1676 i Batavia med Joan Bitter (1638-1714), domstolsledamot i Batavia. 
Cornelia Nijenroode fördes vid sin fars död med sin syster Ester till Batavia för att få en kristen uppfostran, trots att deras mödrar fortfarande var vid liv. Hon var vid makens död en förmögen handelsidkare. Hennes andra äktenskap blev olyckligt, då hon förlorade rätten över sina tillgångar och maken ville ta kontroll över hennes affärer. Maken återvände till Nederländerna 1680, men kom 1683 tillbaka som medlem av det rättsliga rådet. Konflikten om Nijenroodes förmögenhet väckte offentlig skandal i Batavia, och paret förvisades år 1688 av guvernören, Johannes Camphuys. Då de anlände till Nederländerna 1688 dömdes Nijenroode att ge maken kontrollen över alla egendom, men processen fortsatte till hennes död, då hennes tillgångar skulle uppskattas. 
Cornelia Nijenroode har länge betraktats som ett exempel på de holländska kolonialimperiets självständiga och handlingskraftiga mestiskvinnor.  